# Frank Olijve
Frank Olijve (Amsterdam, 7 marzo 1989) è un ex calciatore olandese, di ruolo centrocampista.

## Caratteristiche tecniche
È una difensore centrale.

## Carriera
Cresciuto nelle giovanili del Groningen, ha esordito in prima squadra il 18 aprile 2009 in occasione del match di Eredivisie vinto 1-0 contro il De Graafschap.

## Palmarès

### Club

#### Competizioni nazionali
- Eerste Divisie: 1

Zwolle: 2011-2012